# Caproni AP.1
Caproni Bergamaschi AP.1 là một loại máy bay cường kích của Italy, do Cesare Pallavicino thiết kế, hãng Breda chế tạo.

## Biến thể

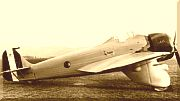
Caproni Ca.301.

- Ca.301
- Ca.305 - AP.1bis
- Ca.307
- Ca.308

## Quốc gia sử dụng
- Italy: Regia Aeronautica
  - 7° Gruppo (5° Stormo Assalto)
    - 86° Squadriglia
    - 98° Squadriglia

  - 19° Gruppo (5° Stormo Assalto)
    - 100° Squadriglia
    - 102° Squadriglia

  - 12° Gruppo (50° Stormo Assalto)
    - 160° Squadriglia
    - 165° Squadriglia

  - 16° Gruppo (50° Stormo Assalto)
    - 168° Squadriglia
    - 169° Squadriglia
- Paraguay: Hàng không Quân sự Paraguay
  - 2° Escuadrilla de Caza
- El Salvador: Không quân El Salvador
- Tây Ban Nha: Không quân Tây Ban Nha

## Tính năng kỹ chiến thuật
Đặc điểm tổng quát
- Kíp lái: 2
- Chiều dài: 9,34 m (30 ft 8 in)
- Sải cánh: 13,01 m (42 ft 8 in)
- Chiều cao: 3,00 m (9 ft 10 in)
- Trọng lượng rỗng: 1.940 kg (4.277 lb)
- Powerplant: 1 × Alfa Romeo 126 RC.34, 582 kW (780 hp)

Hiệu suất bay
- Vận tốc cực đại: 347 km/h (216 mph)
- Tầm bay: 1.500 km (935 dặm)
- Trần bay: 6.500 m (21.320 ft)

Vũ khí trang bị
- 2 × súng máy Breda SAFAT 7,7 mm (.303 in)
- 1 × súng máy 12,7 mm (.50 in)
- 500 kg (1.102 lb) bom